# Oldenlandia scabra
Oldenlandia scabra är en måreväxtart som först beskrevs av Nathaniel Wallich och Wilhelm Sulpiz Kurz, och fick sitt nu gällande namn av Carl Ernst Otto Kuntze. Oldenlandia scabra ingår i släktet Oldenlandia och familjen måreväxter. Inga underarter finns listade i Catalogue of Life.